# Kumšt (vodní věž)
Kumšt (jiné názvy: Městská vodárna, Vodní bašta) v Prešově byla původně baštou městského opevnění, v 40. letech 15. století přebudována na vodní věž. Nacházelo se v ní hydraulické zařízení (machina hydraulica), které bylo v činnosti skoro 500 let. Roku 1930 bylo v Kumštu umístěno židovské muzeum a od roku 1947 je ve správě Krajského muzea v Prešově. Budova Kumštu je unikátní vodní věží ve střední Evropě. Kumšt a jeho technické zařízení jsou národní kulturní památkou zapsanou v rejstříku ÚZPF pod č. 4238/1.

## Historie Kumštu
- 1374 - 1. května dostává město Prešov od krále Ludvíka I. právo vystavět si městské opevnění.
- 1435 - začíná město stavět opevnění, které je dokončeno až počátkem 16. století. Během tohoto období je postavena i bašta. Z této doby jsou zachovány v starém zdivu suterénu střílny.
- 15. století - v druhé polovině byly vybudovány první potrubí a kanály (járky) na rozvod vody.
- 16. století - v archivech z poloviny století je zmíněný systém čerpání vody v němčině zvaný Wasser Kunst (místními nazývaný Kumšt), v latině se uvádí jako machina hydraulica, který čerpal vodu do nádrže pod střechou věže do výše 10 m. Voda byla vytlačována dvěma dřevěnými písty, poháněnými kolem otáčeným koněm. Důmyslné zařízení zásobovalo vodou nádrže na Hlavní ulici, z nichž přebytečná voda odtékala járky do hlavního kanálu pod baštami v místě Floriánovy brány (Floriánky).
- 1884–1885 - město připravilo plány na výstavbu nových vodních rozvodů a elektrického osvětlení ulic.
- 1907 - původní vodárenská bašta je nahrazena novou nádrží a přestává sloužit svému účelu.
- 1928 - vzniká židovské muzeum jako první na Slovensku.
- 1930 - město nabízí nevyužitý Kumšt židovskému muzeu, její adaptaci vedl a navrhl Eugen Barkan, který nechal přistavět přízemní budovu východně od bašty, jejíž dřevěná půda nese hebrejské nápisy. Úpravami ztratila stavba Kumštu svůj původní význam. Barokní úprava dřevěné střechy bašty se zachovala, stejně tak i střílny.
- 1931 - zpřístupnění židovského muzea, vystavovány byly zejména vzácné hebrejské písemnosti.
- 1940 - od září je židovské společnosti zakázána činnost. Sbírky zůstávají v Kumštu a přecházejí pod správu města.
- 1945 - dochází k převozu sbírek do Židovského muzea v Praze. K jejich návratu došlo až roku 1993, kdy byly instalovány do prostor ženské galerie na patře Prešovské ortodoxní synagogy. Expozice je pod správou Muzea židovské kultury Slovenského národního muzea. Nese název Stálá expozícia Barkányho zbierky judaík v Prešove.
- 1947 - Budova Kumštu přechází pod správu městského muzea a je v ní při příležitosti 700. výročí první písemné zmínky o městě zpřístupněna výstava věnovaná historii města.
- 1950 - muzeum získává status krajského muzea a po jeho přestěhování do Rákocziho paláce se stává pracovištěm národopisného oddělení.
- 2013 - KPÚ dává provést archivní výzkum, který potvrdil unikátnost vodního zásobování městské vodárny Kumšt v rámci střední Evropy.

## Expozice Krajského muzea
- 1950 - sídlí v něm národopisné oddělení
- 2011 - prostory nejsou využívány
- 2013 - připraven projekt rekonstrukce Kumštu, výsledkem má být zpřístupnění prostor, ve kterých by návštěvníci mohli vidět část původního hydraulického zařízení, patřícího k jedinečným v Evropě. Maketa bude ukazovat jak celý systém vodního příkopu fungoval. Také se v ní počítá s vybouráním některých příček, které byly dodatečně přistavěny a to tak, aby vznikl velký prostor pro galerijní či muzejní využití
- 2014 - oprava střechy a odložení dalších částí projektu

## Přístup
Prostory potřebují rekonstrukci, aby mohly být zpřístupněny veřejnosti. Prohlídka venkovních prostor je možná po vystoupení na zastávce MHD Trojice a po přechodu na severní konec Hlavní ulice, kde ještě před jejím koncem je třeba odbočit doleva na ulici Ke Kumštu, kde je na levé straně budova Kumštu.